# Valentin Chauvin
Pour les articles homonymes, voir Chauvin.
Valentin Chauvin, né le 30 décembre 1995, est un fondeur français spécialisé dans le sprint. Il compte un podium en Coupe du monde en team sprint en style libre lors de la saison 2015-2016.

## Carrière
Pensionnaire du club de ski de fond Haut-Jura Ski, Valentin Chauvin intègre en 2013 l'équipe de France junior de ski de fond, après avoir participé au Festival Olympique de la Jeunesse Européenne l'hiver précédent, où il avait obtenu une 8ème place sur le 10km libre. Après avoir obtenu 2 médailles d'argent en relais aux championnats du monde junior en 2014 et 2015, il intègre l'équipe de France des moins de 23 ans en 2015.
Il participe à ses premières épreuves de coupe du monde à Planica en janvier 2016, après avoir obtenu la 10ème place de la qualification du sprint libre, il se classe finalement 27ème de la course. Le lendemain, lors du sprint libre par équipes, il obtient son premier podium en coupe du monde en compagnie de Richard Jouve.
La saison suivante, lors des championnats du monde moins de 23 ans, il prend la 7ème place du sprint classique et du skiathlon (15km classique + 15km skating). Il participe à 4 épreuves de coupe du monde dans la saison, sa meilleure place sera un 46ème place lors du sprint libre d'Otepaa en Estonie.
Lors de la saison 2017/2018, il participe une nouvelle fois aux championnats du monde des moins de 23 ans à Goms en Suisse, il obtient de nombreuses places d'honneur sans ramener de médaille (une cinquième, une sixième et une huitième place). Lors de la fin de saison, il participe à l'étape de coupe du monde Lahti en Finlande, il prend la 25ème place du sprint libre, et le lendemain, la 33ème place du 15km classique. Ce qui représente à ce jour ses meilleures performances sur des courses individuelles en coupe du monde.

## Palmarès

### Coupe du monde
- Meilleur classement général : 140e en 2016.
- 1 podium collectif : 1 troisième place.

 Dernière mise à jour le 17 janvier 2016 

### Championnats du monde junior etmoins de 23 ans
Valentin Chauvin participe à deux éditions des championnats du monde junior, en 2014 à Val di Fiemme où il remporte une médaille d'argent avec le relais quatre fois dix kilomètres, puis en 2015 à Almaty où il remporte de nouveau l'argent avec le relais.
Il participe également à deux championnats des moins de moins de 23 ans, disputés dans le cadre des championnats du monde junior, en 2016 à Rasnov et en 2017 à Soldier Hollow, ses meilleurs résultats étant deux septièmes places lors de cette dernière édition

### Championnats de France
Champion de France Elite :
- Sprint : 2021
- Relais : 2015